# Androcymbium crispum
Androcymbium crispum är en tidlöseväxtart som beskrevs av Schinz. Androcymbium crispum ingår i släktet Androcymbium och familjen tidlöseväxter. Inga underarter finns listade i Catalogue of Life.